# Piper auriculifolium
Piper auriculifolium är en pepparväxtart som beskrevs av Truman George Yuncker. Piper auriculifolium ingår i släktet Piper och familjen pepparväxter. Inga underarter finns listade i Catalogue of Life.